# Flabellaria paniculata
Flabellaria paniculata är en tvåhjärtbladig växtart som beskrevs av Antonio José Cavanilles. Flabellaria paniculata ingår i släktet Flabellaria och familjen Malpighiaceae. Inga underarter finns listade i Catalogue of Life.